# Avira

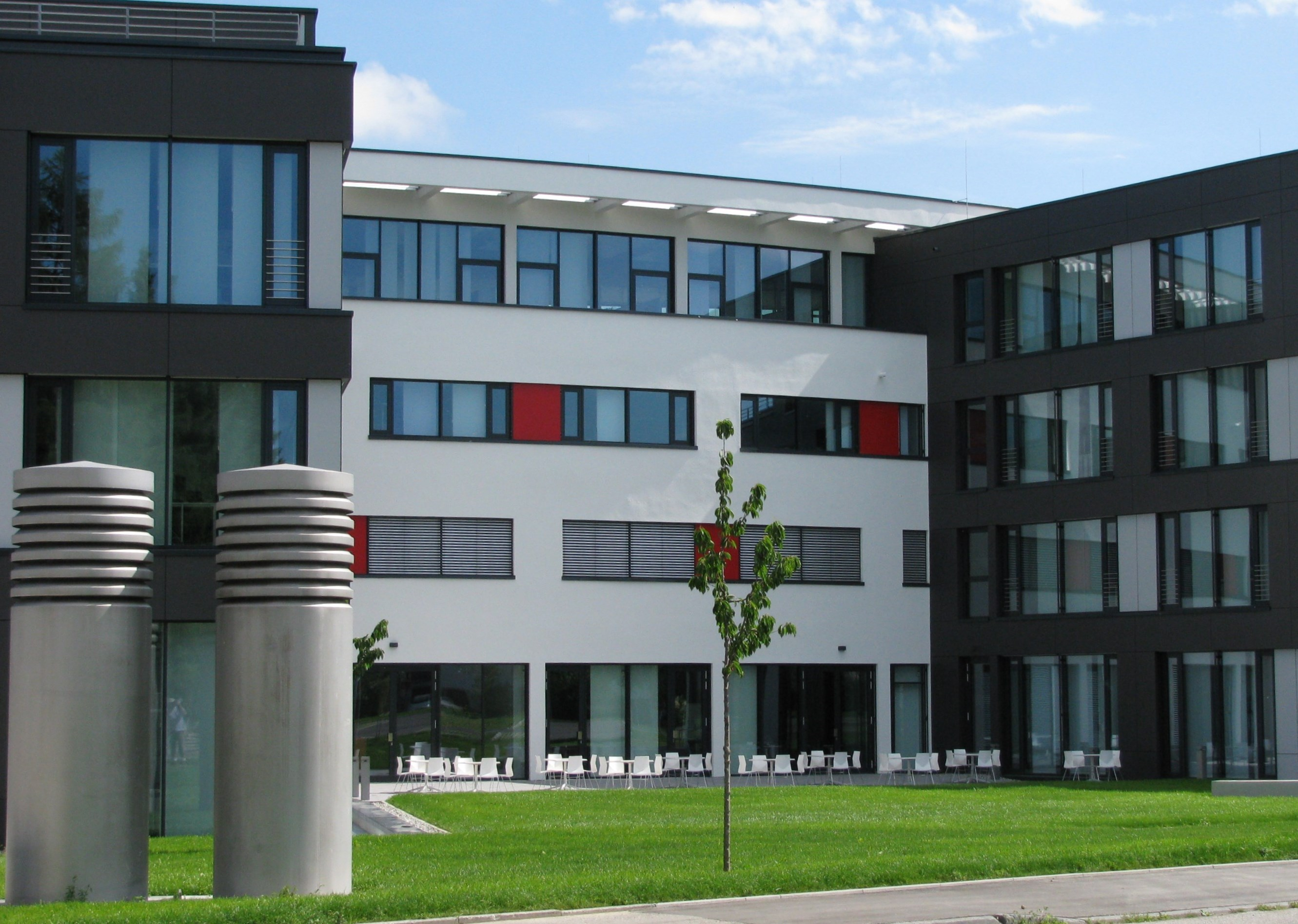
Avira-Firmensitz am Kaplaneiweg in Tettnang

Avira ist ein deutsches Unternehmen aus der IT-Sicherheitsbranche, das zu Gen Digital gehört. Mit seinen Virenscannern hatte es 2014 weltweit rund 240 Millionen Nutzer.

## Geschichte
1986 wurde die H+BEDV Datentechnik von Tjark Auerbach und einem Kollegen gegründet, wobei H+B für die Vornamen der Ehefrauen (Hannelore und Betty) der beiden Gründer steht. Der Hauptzweck des Unternehmens war zunächst der Import einer speziellen Software aus den USA nach Deutschland. Später wurde in Richtung Computersicherheit umgeschwenkt.
1988 brachte das Unternehmen mit AntiVir (seit 2011 unter der Marke Avira Antivirus vertrieben) eines der ersten professionellen Antivirenprogramme auf den Markt. Zwei Jahre später wandelten Tjark Auerbach, Martin Ritter und Norbert Huth das Unternehmen zur GmbH um. Arbeiteten im Jahr 1990 bei der H+BEDV Datentechnik GmbH noch sechs Personen, so vergrößerte sich der Personalstamm bis 2007 auf 250 Mitarbeiter in Tettnang am Bodensee und an anderen Unternehmensstandorten in Deutschland.
Im Juni 2004 wurde in AntiVir ein Schutz gegen Internet-Dialer integriert, was damals weltweit kein anderes Antivirenprogramm beinhaltete.
Im gleichen Jahr erschien eine AntiVir-Portierung für Linux. Später wurden neben den Windows-Varianten ab Windows 2000 auch die Unix-Varianten FreeBSD, OpenBSD und Solaris unterstützt.
Am 1. März 2006 übernahm die H+BEDV Datentechnik den Namen ihrer für internationale Geschäftskunden zuständigen Tochtergesellschaft Avira und verschmolz mit dieser sowie mit deren für Privatkunden zuständigen Schwestergesellschaft Personal Products. Im Jahr 2011 benannte sich die gewandelte Avira GmbH in Avira Holding GmbH um. Diese ging im Februar 2015 in der Avira Campus Management GmbH & Co. KG auf, die einen Monat später in Avira Holding GmbH & Co. KG umbenannt wurde. Das operative Geschäft, somit auch die Entwicklung von Avira Antivirus, wird unter der Avira Operations GmbH & Co. KG geführt.
Im April 2011 eröffnete Avira nach 16 Monaten Bauzeit seine neue Firmenzentrale im Kaplaneiweg in Tettnang. Zu diesem Zeitpunkt waren dort rund 320 Mitarbeiter beschäftigt.
Seit Oktober 2012 bietet Avira mit dem Avira Experts Market eine weltweite unabhängige Online-Plattform an, auf der Anwender Hilfe bei IT- und Rechnerproblemen von Fachleuten erhalten können. Der Experts Market ist zugänglich für jedermann; abgewickelt wird über ein transparentes Bewertungs- und Zahlungssystem. Seit der Ausgabe 2013 für Privatanwender ist die Anwendung an eine Cloud angebunden. Die Daten und Signaturen werden in Echtzeit mit der Cloud abgeglichen und je nach Sicherheitsstufe geblockt oder zugelassen. Dadurch kann wesentlich schneller auf neue Schädlinge eingegangen werden. Der sogenannte Cloud Service arbeitet nur bei bestehender Netzverbindung und ist nur in den Bezahlprogrammen eingerichtet. Außerdem bietet Avira einen LiveSupport Service an. Bei diesem Dienst meldet sich ein Mitarbeiter, nachdem er dazu eine Erlaubnis eingeholt hat, für eine Fernwartung am Rechner des Kunden an, um dort das Problem in Echtzeit zu beheben.
Zum 30. Juni 2013 wurde die Unterstützung für Linux eingestellt. Bestehende Anwender sollten – laut Avira – jedoch noch bis Juni 2016 unterstützt werden.
Seit dem 1. Juli 2013 ist Travis Witteveen Geschäftsführer von Avira. Der Gründer und bisherige Geschäftsführer Tjark Auerbach, der auch Namensgeber der einige Jahre zuvor gegründeten Auerbach-Stiftung ist, hält weiterhin die Mehrheit der Anteile am Unternehmen.
Am 15. Februar 2018 gab Avira per Pressemitteilung bekannt, dass das Produkt Avira Managed E-Mail Security aus strategischen Gründen nicht länger angeboten wird. Diese Änderung betrifft neben deutschen Avira Managed E-Mail Security-Kunden auch die vorwiegend aus den BeNeLux-Ländern stammenden Kunden der Marke Cleanport. Die Avira Managed E-Mail Security Sparte wird laut Pressemitteilung vollständig durch den deutschen Cloud-Security-Provider Hornetsecurity aus Hannover übernommen.
Am 9. April 2020 wurde über Pressemitteilungen bekanntgegeben, dass die in Bahrain ansässige Investmentfirma Investcorp Technology Partners IV die Mehrheit der Anteile an Avira übernommen hat.
Am 11. November 2020 gab Avira per Pressemitteilung bekannt, dass man die letzte Reihe der Avira-Business Lösungen auslaufen lässt und die Unterstützung für die noch angebotenen Business-Produkte am 31. Dezember 2021 eingestellt wird.
Am 7. Dezember 2020 gab das US-Unternehmen NortonLifeLock (seit 2022 umfirmiert zu Gen Digital) bekannt, Avira für 360 Mio. US-Dollar von Investcorp zu übernehmen.
2024 wurde die 2011 eröffnete ehemalige Firmenzentrale an die Stadt Tettnang verkauft. Das Unternehmen wird jedoch Teile des Gebäudes weiterhin nutzen.

## Produkte

### Windows

#### Produkte für Privatanwender
- Avira Free Antivirus
- Avira Antivirus Pro

#### Produkte für Unternehmen
- Avira Professional Security

### OS X
- Avira Free Mac Security (kompatibel ab OS X 10.9)

### Android
- Avira Phantom VPN
- Avira Free Android Security (kompatibel ab Android 2.2)

## Auerbach-Stiftung
Die Auerbach-Stiftung (eigene Schreibweise Auerbach Stiftung) wurde am 26. Mai 2005 von Tjark Auerbach – einem Gesellschafter der Firma Avira – in Nürnberg gegründet. Das Stiftungskapital beträgt 100.000 Euro. Die Stiftung, die aus den Verkaufserlösen der Endanwenderprodukte des Unternehmens Avira gefördert wird, fördert mildtätige und soziale Unternehmungen mit finanziellen Zuwendungen. In den Jahren 2010 und 2011 wurden Fördermittel von mehr als 3 Millionen Euro ausgezahlt. Zu den geförderten Projekten gehörten u. a. die Initiative Sicheres Netz hilft.

## Logos

Logo von 2006 bis 2011
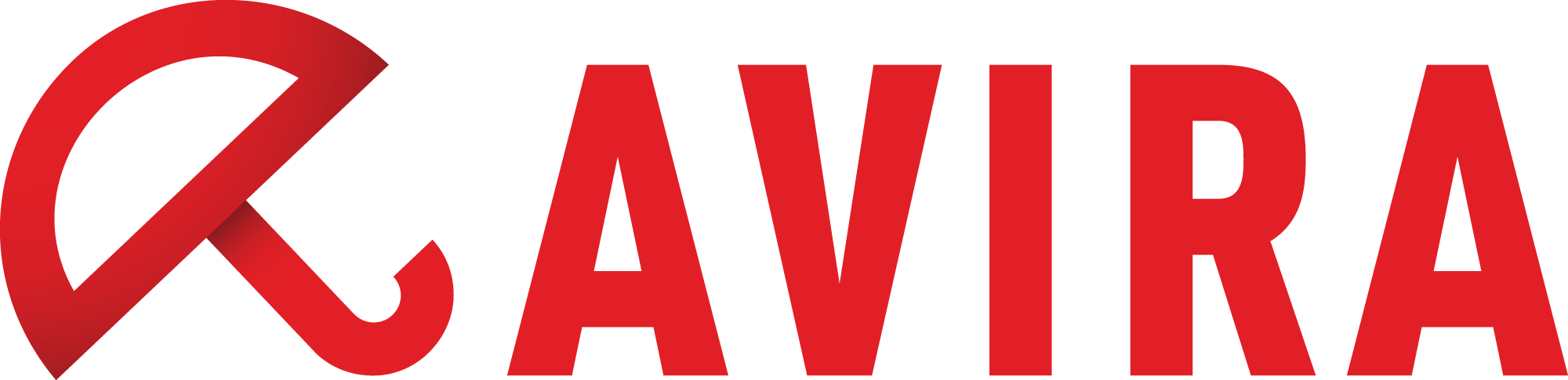
Logo von 2011 bis 2014
Logo seit 2014